# Platja de Portopí
La platja de Portopí, o platja de Porto Pi, és una platja del municipi de Tossa de Mar (Selva), situada a la badia de Llorell, a quatre quilòmetres i mig al sud del nucli urbà de Tossa de Mar, als peus d'un penya-segat cobert de pins. Està dividida en dues per una formació rocallosa coberta de pins que arriba fins a la riba. Orientada a l'est, té una longitud total de 280 m i una amplada mitjana de 20 m, formada per sorra de gra gruixut, amb alguns blocs de roca granítica. El pendent d'entrada al mar és poc pronunciat i el fons és de sorra.
S'hi accedeix des de l'extrem dret de la platja de Llorell, a través d'un túnel que travessa una formació rocallosa coneguda com la Roca Negra i que delimita la platja per l'esquerra. Pel costat dret està delimitada pel cap de Bou.
No disposa de cap servei, encara que a la veïna platja de Llorell, més concorreguda, hi ha dutxes, guinguetes, restaurants i lloguer de tot tipus d'equipaments nàutics. A la part dreta de la platja s'hi sol practicar el nudisme. Per les seves característiques, la platja ha estat tancada en algunes ocasions a causa de despreniments de roques.